# 알리 모흐센 알무라이시 스타디움
알리 모흐센 알무라이시 스타디움(아랍어: ملعب علي محسن المريسي, 영어: Ali Mohsen Al-Muraisi Stadium)은 예멘 사나에 있는 25,000명을 수용할 수 있는 다목적 경기장이다. 현재 예멘 축구 국가대표팀, 알아흘리의 홈 구장으로 사용하고 있다.